# Lob der Vergänglichkeit

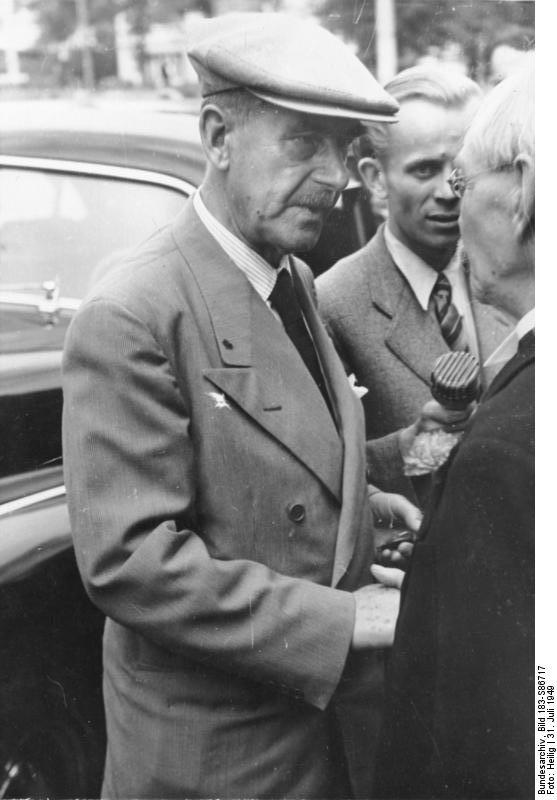
Thomas Mann in Weimar, 1949

Lob der Vergänglichkeit ist der Titel eines kurzen Radio-Essays von Thomas Mann, den er am 31. Januar und 1. Februar 1952 für eine Sendung der CBS-Hörfunkserie This I Believe schrieb. Der deutsche Text wurde erstmals in der evangelischen Kulturzeitschrift Eckart veröffentlicht und erschien dann als „Ein Weihnachts- und Neujahrsgruß für unsere Freunde 1952/1953“ im S. Fischer Verlag.
In dem kurzen Text streift Mann philosophische, religiöse und naturwissenschaftliche Fragen und greift auf Teile seines Romans Bekenntnisse des Hochstaplers Felix Krull zurück. Im kurz zuvor abgeschlossenen fünften Kapitel des dritten Buches klärt der Paläontologe Kuckuck den Protagonisten über Fragen der Astronomie, Erdgeschichte und Evolution auf.
Wie bereits der Titel andeutet, preist Mann die Vergänglichkeit und wiederholt den Glauben des redseligen Professors, das Leben zu achten nicht obwohl, sondern weil es endlich ist.
Trotz der Lage als peripheres „Winkelsternchen“ in der Milchstraße habe die Erde als Ort der „Urzeugung“ des Menschen im Getümmel des Universums eine zentrale Bedeutung.

## Inhalt
Zu Beginn wendet Thomas Mann sich gegen die Auffassung, Vergänglichkeit als etwas Trauriges zu betrachten. Sie sei vielmehr „die Seele des Seins“ und verleihe „allem Leben Wert, Würde und Interesse“, schaffe sie doch Zeit als höchster, mit dem Schöpferischen verwandter Gabe.
Er streift die Evolution und das Alter des organischen Lebens, das sich über unzählige Mutationen bis zum Menschen als seinem „gewecktesten Kinde“ entfaltet habe und einen Zeitraum von etwa 550 Millionen Jahren umfasse. Fraglich sei, ob dem Leben ein ähnlicher langer Zeitraum verbleibe, denn es sei zwar widerstandsfähig, aber an gewisse Bedingungen geknüpft. Es habe begonnen und werde enden, wie denn die Bewohnbarkeit eines Himmelskörpers im Laufe der Äonen lediglich ein Intermezzo sei.
Er grenzt drei „Urzeugungen“ voneinander ab: Die Entstehung des Universums aus dem Nichts, die des Lebens und die des Menschen, dessen stoffliche Basis sich nicht vom übrigen Seienden unterscheide.
Das den Menschen charakterisierende Wissen um die Vergänglichkeit, und damit das Geschenk der Zeit, sei indes variabel nutzbar, so „dass wenig davon viel sein kann.“ So lässt sich die Zeit mit der Dichte bestimmter Himmelskörper vergleichen, und wie ein winziges Stück davon zwanzig Zentner wiegen kann, hat die „Zeit schöpferischer Menschen“ für Thomas Mann ebenfalls eine „andere Dichtigkeit“ als die „leicht verrinnende“ der Mehrheit.
Der Mensch habe die Zeit zu heiligen und mit ihrer Hilfe, rastlos strebend und sich selbst vervollkommnend, dem „Vergänglichen das Unvergängliche abzuringen.“
Zwar sei für die „große Wissenschaft“ der Astronomie die Erde ein „Winkelsternchen“ am Rande der Milchstraße, doch erschöpfe sich in dieser Richtigkeit nicht die Wahrheit. Bei dem „Es werde“, das den Kosmos hervorbrachte, wie bei der „Zeugung des Lebens“, sei es auf den Menschen als Versuch abgesehen worden, dessen Scheitern die Schöpfung selbst widerlegen würde.
„Möge es so sein oder nicht so sein – es wäre gut, wenn der Mensch sich benähme, als wäre es so.“

## Entstehung
Die Hörfunkserie This I Believe, in der prominente wie unbekannte Menschen den Hörern in wenigen Minuten ihre Gedanken vorstellen konnten, wurde von Edward R. Murrow ins Leben gerufen, der später eine wichtige Rolle in der Auseinandersetzung mit Joseph McCarthy spielte.
Thomas Mann hatte kurz zuvor über einen philosophischen Text nachgedacht. In einer Tagebuchnotiz vom 17. Dezember 1951 erwähnte er sowohl den Abschluss des Kuckucks-Kapitels, dessen naturphilosophische Gedanken er in den Vortrag übernahm, als auch ein „Essay über das Sein“.
In weiteren Notizen vom 23. Dezember hielt er einige zentrale Gedanken fest und erwähnte, dass er das Buch „The Universe and Dr. Einstein“ des amerikanischen Journalisten Lincoln Barnett gelesen habe. Alles sei miteinander verbunden, habe einen Anfang aber auch ein Ende und werde „wie vorher im raum- und zeitlosen Nichts sein“. Das Leben selbst sei eine Episode, wie denn „vielleicht alles Sein ein Zwischenfall zwischen Nichts und Nichts“ sei. Er fragte sich, „wie und warum im Nichts die erste Schwingung des Seins“ auftrat und durch ein geheimnisvoll „Hinzukommendes“ eine „Wendung zum Leben“ ermöglichte.
Mit der Einladung des Senders konnte er bereits im folgenden Monat seine Überlegungen umsetzen. Zufrieden sprach er von einer „auszeichnende(n) Einladung“, die „wohl nicht von der Hand gewiesen werden“ sollte und erwähnte auch die 600 Wörter, die der Text umfassen dürfe.
Wie Erika Mann in einem Gespräch mit Roswitha Schmalenbach sagte, habe sie den ursprünglichen Text so kürzen müssen, dass er in den Rahmen der Sendung von lediglich „3 Minuten und 27 Sekunden“ passte und ihn zudem mit ihrem Vater auf Englisch einstudiert.
Zur Vorbereitung der Vorträge las er ihr den eigenen englischen Text vor, ließ sich unterbrechen, wenn er Fehler machte und baute ihre Hinweise (zum Klang und zur Betonung) mit phonetischen Zeichen in sein Manuskript ein. In diesem Zusammenhang entstanden zahlreiche Tonaufnahmen, die Erika bis auf „This I Believe“ nicht aufhob.

## Hintergrund

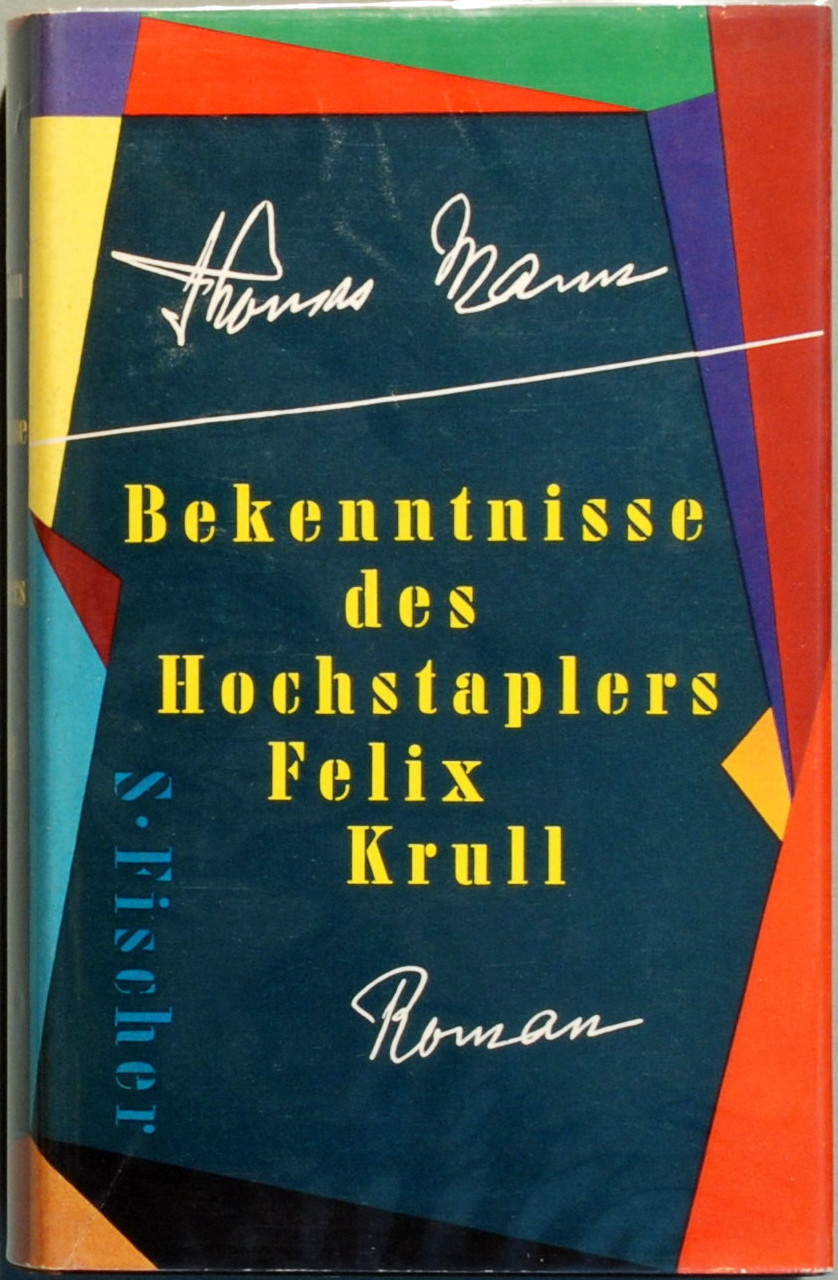
Bekenntnisse des Hochstaplers Felix Krull, 1954

Für die wesentlichen Teile des Vortrags griff der Autor auf das tiefsinnige Kuckuck-Gespräch im dritten Buch des fragmentarischen Romans zurück, das nur wenige Monate zuvor entstanden war und für den Vortrag stellenweise ins „Versöhnlichere“ umformuliert wurde. Felix, nun als Marquis de Venosta, lässt sich während der Zugfahrt von Paris nach Lissabon von dem „Mann mit den Sternenaugen“ über den „Riesenschauplatz“ des kosmischen Geschehens belehren, der tanzenden Meteore und Monde, Kometen, Nebel und Sterne, die durch Gravitation miteinander verbunden sind.
Bereits in seinem Roman Der Zauberberg hatte Hans Castorp über die Bedingungen und Anfänge des Lebens spekuliert und auf Ähnlichkeiten zwischen Mikro- und Makrokosmos verwiesen, eine Thematik, die Thomas Mann mehrfach aufgriff und die ihn auch im Alter nicht losließ. Was im Doktor Faustus der empörte Erzähler Serenus Zeitblom als die „Horrendheiten der Physik“ bezeichnete, erscheint in seinem Schelmenroman im helleren Charakter des lichterfüllten Fests.
In dem kurzen Text finden sich keine expliziten Aussagen über das Jenseits. Thomas Sprecher sieht einen immanent religiösen Bezug, indem man das Diesseits nicht loben könne, ohne stillschweigend etwas über den anderen Bereich auszusagen und bewertet diese Haltung als agnostizistische „Daseinsfrömmigkeit“, welche die Existenz der „anderen Wirklichkeit“ weder behauptet noch ausschließt.
So nehme Thomas Mann die „Weltfrömmigkeit“ wieder auf, die sich als Grundhaltung bereits zu Beginn des Romans findet, in jenem Abschnitt, in dem Felix bei einer „Grübelei“ seinen Glauben bekennt, „die Dinge und Menschen für voll und wichtig zu nehmen“ und in allem „etwas Großes, Herrliches und Wichtiges“ zu sehen.
Angesichts der kurzen Lebensspanne des Menschen bewertet Thomas Sprecher die Aussagen über das Streben zur Selbstvervollkommnung als ironisch und wirft die Frage auf, warum der Autor die Vergänglichkeit lobt, die doch auch seine Werke erfasse. Allerdings könne die Endlichkeit den Künstler stimulieren, schöpferisch zu sein und die knappe Lebenszeit so gut wie möglich auszufüllen, zumal Vergänglichkeit nicht mit Vergeblichkeit zu verwechseln sei. Die Endlichkeit der Kunstwerke sei zudem relativ, indem einige Werke, die Jahrzehnte oder gar Jahrtausende bestehen, ihre Existenz bereits gerechtfertigt hätten.